# Leucosyke puya
Leucosyke puya är en nässelväxtart som först beskrevs av William Jackson Hooker, och fick sitt nu gällande namn av Den Baaker och Mabb.. Leucosyke puya ingår i släktet Leucosyke och familjen nässelväxter. Inga underarter finns listade i Catalogue of Life.